# Le jardin était baigné de lune
Pour plus de détails, voir Fiche technique et Distribution.
Le jardin était baigné de lune (Луной был полон сад) est un film russe réalisé par Vitali Melnikov, sorti en 2000,.

## Fiche technique
- Photographie : Ivan Bagaiev
- Musique : Andreï Petrov
- Décors : Vladimir Svetozarov
- Montage : Raisa Lisova

## Récompense
- 2001 : Festival du cinéma russe à Honfleur : prix du meilleur scénario et prix du public